# Stenotaphrum
Genre
Stenotaphrum est un genre de plantes monocotylédones de la famille des Poaceae, sous-famille des Panicoideae, originaire des régions tropicales et subtropicales du monde, qui comprend sept ou huit espèces acceptées.

## Liste d'espèces
Selon The Plant List (24 novembre 2017) :
- Stenotaphrum clavigerum Stapf
- Stenotaphrum costachyum Baker
- Stenotaphrum dimidiatum (L.) Brongn.
- Stenotaphrum helferi Munro ex Hook.f.
- Stenotaphrum micranthum (Desv.) C.E.Hubb.
- Stenotaphrum oostachyum Baker
- Stenotaphrum secundatum (Walter) Kuntze
- Stenotaphrum unilaterale Baker